# Carl Schenkel
Pour les articles homonymes, voir Schenkel.
Carl Schenkel est un réalisateur et scénariste suisse né le 8 mai 1948 à Berne (Suisse) et mort le 1er décembre 2003 à Los Angeles (États-Unis) d'une crise cardiaque. Il est parfois crédité Carlo Ombra.

## Biographie
Carl Schenkel commence à travailler comme journaliste, tout en préparant un diplôme de sociologie. Il réalise et écrit des publicités  pour gagner de l'expérience. Il est aussi assistant de direction sur plusieurs films et téléfilms.
En 1981, il écrit et réalise son premier vrai film Kalt wie Eis. En 1984, il réalise le thriller Abwärts qui lui vaudra de nombreuses récompenses. En 1989, il réalise son premier film américain The Mighty Quinn. En 1998, il réalise Tarzan et la Cité perdue, suite du film Greystoke, la légende de Tarzan de Hugh Hudson (1984). En 2001, il réalise le téléfilm Le Crime de l'Orient-Express avec Alfred Molina en tant qu'Hercule Poirot.
Il meurt le 1er décembre 2003 à Los Angeles à l'âge de 55 ans d'une crise cardiaque.

## Filmographie

### Réalisateur

#### Cinéma
- 1979 : Les Vacances de Dracula en Haute-Bavière (Graf Dracula (beißt jetzt) in Oberbayern)
- 1981 : Kalt wie Eis (de)
- 1984 : Out of Order (Abwärts)
- 1989 : The Mighty Quinn
- 1989 : Zwei Frauen
- 1992 : Face à face (Knight Moves)
- 1995 : Terror Clinic (Exquisite Tenderness)
- 1998 : Tarzan et la Cité perdue (Tarzan and the Lost City)
- 2001 : Feindliche Übernahme - althan.com

#### Télévision
- 1985-1987 : Le Voyageur (The Hitchhiker) (série télévisée) (4 épisodes)
- 1987 : La Dynastie de l'horreur ou Le Mystère de la baie (Bay Coven) (téléfilm)
- 1989 : The Edge (téléfilm)
- 1990 : Silhouette (téléfilm)
- 1994 : Délit d'amour (en) (Beyond Betrayal) (téléfilm)
- 1996 : Le Secret du lac (In the Lake of the Woods) (téléfilm)
- 1997 : Profiler (série télévisée) (épisode 1.13)
- 1997 : Kalte Küsse (téléfilm)
- 2000 : Soleil de cendre (Missing Pieces) (téléfilm)
- 2001 : Le Crime de l'Orient-Express (téléfilm)

### Scénariste
- 1979 : Les Vacances de Dracula en haute Bavière (Graf Dracula (beißt jetzt) in Oberbayern)
- 1981 : Kalt wie Eis (de)
- 1984 : Out of Order (Abwärts)
- 1989 : Zwei Frauen

## Distinctions

### Récompenses
- Festival international du film de Catalogne 1984 :
  - Meilleur réalisateur pour Out of Order (Abwärts)
  - Prix du jury pour Out of Order

- Fantasporto 1985 :
  - Meilleur réalisateur pour Out of Order
  - Prix du jury pour Out of Order

- CableACE Awards 1988 : Meilleur réalisateur d'une série dramatique pour Le Voyageur
- Bayerischer Filmpreis 1990 : Meilleur réalisateur pour Out of Order
- Festival du film policier de Cognac 1992 : Prix de la critique pour Face à face

### Nominations
- Festival Max Ophüls 1982 : prix Max-Ophüls pour Kalt wie Eis
- Fantasporto 1985 : Meilleur film pour Out of Order (Abwärts)
- CableACE Awards 1987 : Meilleur réalisateur d'une série dramatique pour Le Voyageur